# African Giant
African Giant è il quarto album in studio del cantante nigeriano Burna Boy, pubblicato nel 2019.

## Tracce
1. African Giant – 3:04
2. Anybody – 3:08
3. Wetin Man Go Do – 3:08
4. Dangote – 3:45
5. Gum Body (featuring Jorja Smith) – 3:15
6. Killin Dem (featuring Zlatan) – 3:41
7. Omo – 2:27
8. Secret (featuring Jeremih & Serani) – 3:23
9. Collateral Damage – 3:17
10. Another Story (featuring M.anifest) – 4:16
11. Pull Up – 3:07
12. Blak Ryno (Skit) – 1:06
13. Destiny – 3:17
14. Different (featuring Damian Marley & Angélique Kidjo) – 3:16
15. Gbona – 3:07
16. On the Low – 3:05
17. Show & Tell (featuring Future) – 2:42
18. This Side (featuring YG) – 3:22
19. Spiritual – 3:41